# Henning Trozelli
Henning Christian Trozelli, född den 12 juni 1816 i Norrköping, död där den 16 oktober 1877, var en svensk bruksägare och donator. Han var son till Lars Magnus Trozelli.
Trozelli köpte redan 1838 av fadern en mindre del av Holmens bruk och 1845 hela bruket Holmen med kvarnar, pappersbruk, verkstäder och 25 gårdar i Norrköpings stad med mera. År 1854 sålde han bruket till Holmens bruks och fabriks aktiebolag, vari han själv var en av de största delägarna. Trozelli skänkte det av honom inköpta vattenfallet vid Fiskeby i Motala ström till Norrköpings stad för vattenledningen, som invigdes den 17 november 1874. Genom testamente av den 28 mars 1877 donerade han till Norrköpings stad största delen av sin förmögenhet – lantegendomarna Klosterorlunda, Jakobslund, Annelund och Skåningstorp, en gård i Norrköping samt 23 aktier i Holmens bruk – under namn av Lars Magnus Trozellis fond. Avkastningen skulle efter varje sexårsperiod av Norrköpings stadsfullmäktige användas "till allmänt nyttiga inrättningar, stiftelser eller inrättningar inom Norrköpings stad och dess nuvarande eller blifvande område".